# Heinrich (Münsterschwarzach)
Heinrich († 10. September 1339) war von 1334 bis 1339 Abt des Benediktinerklosters in Münsterschwarzach.

## Münsterschwarzach vor Heinrich
Das 13. und 14. Jahrhundert ist für die Abtei Münsterschwarzach in den Quellen nur sehr vage belegt. Abt Gottfried, der erste Abt in diesem Jahrhundert wurde vom Papst beauftragt, die Wunder zu untersuchen, die sich am Grab des Bamberger Bischofs Otto ereignet hatten. Unter einem seiner Nachfolger, Abt Herold, brannte das Kloster am 22. November 1228 erstmals, weil eine Schlacht in der nahen Stadt Schwarzach stattfand.
In der zweiten Hälfte des 13. Jahrhunderts spaltete sich der Klosterkonvent in zwei Lager. Der Grund war eine Auseinandersetzung zweier Äbte, die beide die Macht über das Kloster ausüben wollten: Konrad I. Zobel war der rechtmäßige Prälat und setzte sich letztendlich auch durch, Konrad II. plante die Resignation seines Abtes um die hohe Pension erhalten zu können. Unter Heinrichs direktem Vorgänger Abt Johannes I. wurde die Kirche St. Maria de Rosario in Dimbach neu errichtet.

## Leben
Über die Jugend und Herkunft des Abtes Heinrich ist nichts Genaues bekannt. Er wurde wohl im Jahr 1334 ordiniert und leitete die Abtei fünf Jahre lang. Erstmals als Abt überliefert wurde Heinrich am 14. März 1335, als er auf einer Urkunde Erwähnung fand. Während seiner Amtszeit wurde die Kirche in Dimbach vollendet. Abt Heinrich wertete das Gotteshaus auf, indem er zwei Geistliche dorthin abordnete und so die spätere Propstei in dem Wallfahrtsort etablierte.
Im Jahr 1335 regelte er in einer Urkunde auch die Versorgung der Dimbacher Geistlichen. Heinrich selbst unterstützte die Wallfahrt nach Dimbach noch zusätzlich und befahl seinem Konvent zweimal im Jahr, am Vortag von Mariae Verkündigung und Mariae Himmelfahrt, in die Kirche St. Maria de Rosario zu pilgern. Weitere Erwähnungen des Abtes Heinrich blieben allerdings, auch aufgrund der kurzen Amtszeit, aus. Er verstarb am 10. September 1339.